# Alberto Bica
Alberto Bica (Montevideo, 11 febbraio 1958 – 22 agosto 2021) è stato un calciatore uruguaiano, di ruolo centrocampista.

## Carriera

### Club
Ha giocato nella massima serie dei campionati uruguaiano e argentino.

### Nazionale
Con la nazionale uruguaiana ha preso parte alla Copa América 1979.

## Palmarès

### Club

#### Competizioni nazionali
- Campionato uruguaiano: 1

Nacional: 1980

#### Competizioni internazionali
- Coppa Libertadores: 1

Nacional: 1980
- Coppa Intercontinentale: 1

Nacional: 1980